# Le strabilianti avventure di Superasso
Le strabilianti avventure di Superasso (Viva Knievel!) è un film del 1977, diretto da Gordon Douglas.